# Сиркья, Джироламо
Джироламо Сиркья (итал. Girolamo Sirchia; род. 14 сентября 1933, Милан) — итальянский политик, министр здравоохранения (2001—2005).

## Биография
Родился 14 сентября 1933 года в Милане, в 1958 году окончил Миланский университет, где изучал медицину, специализируясь на внутренних болезнях и иммуно-гематологии, получил степень хабилитированного доктора в медицинской семиотике и гематологии. С 1956 года работал в Главной больнице Милана, в 1973 году возглавил Центр переливания крови и иммунологии трансплантаций (Centro trasfusionale e di immunologia dei trapianti). Назначен министром здравоохранения Веронези в состав Национальной комиссии по стволовым клеткам и предлагал получать их из абортивного материала, а не из крови взрослых людей и плацентарной крови. В 1993 году основал банк плацентарной крови Milano Cord Blood Bank, а в апреле 2000 года — Cell factory для извлечения стволовых клеток из плацентарной крови. В 1999 году мэр Милана Альбертини включил Сиркья в состав своего городской администрации.
Во втором правительстве Берлускони занимал должность министра охраны здоровья с 12 июня по 7 августа 2001 года и затем — министра здравоохранения до 23 апреля 2005 года.
Инициировал проведение через парламент закона № 3 от 16 января 2003 года «О защите здоровья некурящих и мерах борьбы с пассивным курением на рабочих местах и в закрытых помещениях в общественных местах» (Protezione della salute dei non fumatori e misure per combattere il fumo passivo nei luoghi di lavoro e all’interno dei locali pubblici chiusi), вступивший в силу в 2005 году и получивший известность как «закон Сиркья». По утверждению газеты la Repubblica, к январю 2015 года количество курящих в Италии снизилось на 6,5 %.
В 2008 году вместе с Иньяцио Марино вошёл в научный комитет, основанный эстрадным поэтом-песенником Моголом для проверки эффективности альтернативных методов лечения, основанных на принципах традиционной медицины.
В апреле 2008 года приговорён к трём годам заключения за получение взяток от международных фармацевтических компаний (260 млн итальянских лир в 1999—2001 годах от Janssen-Cilag и 10 тыс. долларов США от японской фирмы Kawasumi в декабре 2000 года) в обмен на допуск к государственным закупкам, а также как казначей фонда il Sangue за нецелевое расходование 100 тыс. швейцарских франков. 3 марта 2010 года после апелляции был приговорён к пяти месяцам тюрьмы и 600 евро штрафа только по последнему из приведённых выше обвинений; все остальные были сняты.